# 草登乡
草登乡（藏語：ཚོ་བདུན，威利转写：tsho bdun），是中华人民共和国四川省阿坝藏族羌族自治州马尔康市下辖的一个乡镇级行政单位。

## 行政区划
草登乡下辖以下地区：
斯尼村、代基村、尕秋里村、泽湾村、科拉机村、周车村、珠林村、宝岩村、沙佐村和斯拉尔底村。